# Maubec (Vaucluse)
Pour les articles homonymes, voir Maubec.
Maubec est une commune française située dans le département de Vaucluse, en région Provence-Alpes-Côte d'Azur.
Ses habitants sont les Maubecquois.

## Géographie
Maubec est un bourg du parc naturel régional du Luberon, situé à 8 kilomètres de Cavaillon et à environ 30 kilomètres d'Avignon.
|        | Cabrières-d'Avignon |        |
| Robion | Maubec              | Oppède |
|        | Cheval-Blanc        |        |

### Transports
La route nationale 100 passe en bordure nord.
Les départementales 2, 3, 178 traversent le territoire de la commune et les départementales 29 et 144 passent par le village.
La commune dispose également d'une ancienne voie de chemin de fer et d'une gare maintenant désaffectée.

### Relief et géologie
Au sud de la commune s'élèvent les contreforts du Luberon jusqu'au sommet des Fourcats.
La plaine alluviale du Calavon s'étend du centre jusqu'au nord de la commune.

### Hydrographie
Le Calavon traverse la commune d'est en ouest.

### Sismicité
Les cantons de Bonnieux, Apt, Cadenet, Cavaillon, et Pertuis sont classés en zone Ib (risque faible). Tous les autres cantons du département de Vaucluse sont classés en zone Ia (risque très faible). Ce zonage correspond à une sismicité ne se traduisant qu'exceptionnellement par la destruction de bâtiments.

### Climat
Pour des articles plus généraux, voir Climat de Provence-Alpes-Côte d'Azur et Climat de Vaucluse.
En 2010, le climat de la commune est de type climat méditerranéen franc, selon une étude du Centre national de la recherche scientifique s'appuyant sur une série de données couvrant la période 1971-2000. En 2020, Météo-France publie une typologie des climats de la France métropolitaine dans laquelle la commune est exposée à un climat méditerranéen et est dans la région climatique  Provence, Languedoc-Roussillon, caractérisée par une pluviométrie faible en été, un très bon ensoleillement (2 600 h/an), un été chaud (21,5 °C), un air très sec en été, sec en toutes saisons, des vents forts (fréquence de 40 à 50 % de vents > 5 m/s) et peu de brouillards. 
Pour la période 1971-2000, la température annuelle moyenne est de 14 °C, avec une amplitude thermique annuelle de 17,5 °C. Le cumul annuel moyen de précipitations est de 729 mm, avec 5,9 jours de précipitations en janvier et 2,5 jours en juillet. Pour la période 1991-2020, la température moyenne annuelle observée sur la station météorologique de Météo-France la plus proche, « Cabrières d'Avignon », sur la commune de Cabrières-d'Avignon à 6 km à vol d'oiseau, est de 14,0 °C et le cumul annuel moyen de précipitations est de 696,9 mm. 
La température maximale relevée sur cette station est de 43,2 °C, atteinte le 28 juin 2019 ; la température minimale est de −15,2 °C, atteinte le 7 janvier 1985,,. 
Les paramètres climatiques de la commune ont été estimés pour le milieu du siècle (2041-2070) selon différents scénarios d'émission de gaz à effet de serre à partir des nouvelles projections climatiques de référence DRIAS-2020. Ils sont consultables sur un site dédié publié par Météo-France en novembre 2022.

## Histoire

### Préhistoire
Le site fut utilisé dès le néolithique comme l'atteste la sépulture trouvée à la grotte Maillet avec son mobiler funéraire.

### Moyen Âge

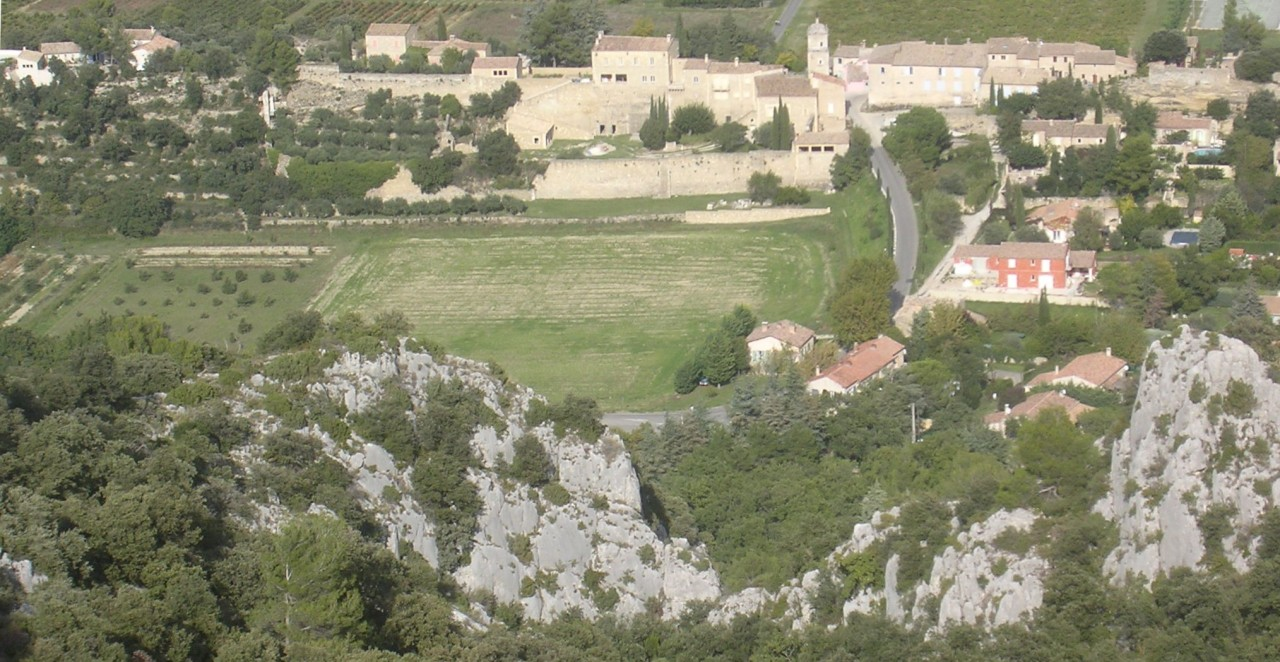
Maubec vue depuis le rocher de Baude.

Ce fief des comtes de Toulouse arriva, par mariage, à Alphonse de Poitiers, le frère de Louis IX, avec l’ensemble du marquisat de Provence dont son épouse était l’héritière. En 1253, il fit recenser ses droits et bans dans le célèbre Livre Rouge conservé à la Bibliothèque Inguimbertine de Carpentras. Il cite pour la première fois le village Castrum de Malbec.
Le premier seigneur connu est Bernard de Claret qui prend possession du fief en 1269. Cette seigneurie, tout en restant aux Claret, devient terre pontificale comme tout le marquisat en 1274. Un de leurs héritiers, Pierre cède une partie de « Mabobecco » aux chanoines de Saint-Didier d’Avignon, en 1385, alors qu’Urbain V était retourné à Rome. En même temps, Guillaume Raynardi, baile de Barcelonnette (1361), était noble et coseigneur de Maubec.
Le XIVe siècle fut une longue suite de désastres pour le village qui subit trois épidémies de peste, la guerre de Cent Ans et ses séquelles (Routiers), la sécheresse et deux famines.

### Renaissance
Possession des Taulignan au XVe siècle, une partie du fief est vendue par Bertrand à Gaucher de Brancas. Son fils, Gaucher II rachète, en 1529, la partie que les chanoines avaient cédée à la Révérende Chambre Apostolique d’Avignon.
Pendant les guerres de Religion, en 1562, le baron des Adrets, à la tête de ses 4 000 religionnaires, brûle le « mauvais château ». Son propriétaire Aymon de Brancas, baron d’Oyze, avait eu la bonne idée de se réfugier à Oppède. Le village fut pris et incendié ; les habitants désertèrent les lieux.

### Période moderne
Le château sera reconstruit par la famille puisque c'est là, en 1657, que décède le duc et pair de France Georges de Brancas-Villars. Il avait convolé avec Julienne d’Estrées, la sœur de Gabrielle, la maîtresse d'Henri IV. Leur fils Charles servit, dit-on, de modèle à La Bruyère pour le portrait du « distrait ».

### Période contemporaine
Maubec-le-Vieux, qui fut le fief des Brancas jusqu'à la Révolution, a été rasé en 1964 pour laisser place à ce que certains ont appelé « un hôtel particulier de style grand siècle ». Au hameau de Coustellet, tous les dimanches, de mai à novembre, se tient un marché paysan où toutes les célébrités du Luberon se donnent rendez-vous.

### Héraldique
| Blason de Maubec (1983) | Les armes peuvent se blasonner ainsi : D'azur au beffroi accompagné de quatre pattes de lion mouvant des flancs de l'écu, deux de chaque côté, l'une sur l'autre, le tout d'or. |

## Politique et administration
Maubec fait partie de l'aire urbaine de Cavaillon.

### Liste des maires
| Période                                  | Période   | Identité         | Étiquette | Qualité |
| ---------------------------------------- | --------- | ---------------- | --------- | ------- |
| avant 1995                               | 1995      | Alain Coudouneau |           |         |
| juin 1995                                | mars 2014 | René Valentino   | UMP       |         |
| mars 2014                                | En cours  | Frédéric Massip  | DVD       |         |
| Les données manquantes sont à compléter. |           |                  |           |         |

### Fiscalité
| Taxe                                                | Part communale | Part intercommunale | Part départementale | Part régionale |
| --------------------------------------------------- | -------------- | ------------------- | ------------------- | -------------- |
| Taxe d'habitation (TH)                              | 6,90 %         | 0,00 %              | 7,55 %              | 0,00 %         |
| Taxe foncière sur les propriétés bâties (TFPB)      | 17,71 %        | 0,00 %              | 10,20 %             | 2,36 %         |
| Taxe foncière sur les propriétés non bâties (TFPNB) | 33,37 %        | 0,00 %              | 28,96 %             | 8,85 %         |
| Taxe professionnelle (TP)                           | 00,00 %        | 22,41 %             | 13,00 %             | 3,84 %         |

La part régionale de la taxe d'habitation n'est pas applicable.

## Urbanisme

### Typologie
Au 1er janvier 2024, Maubec est catégorisée bourg rural, selon la nouvelle grille communale de densité à sept niveaux définie par l'Insee en 2022.
Elle appartient à l'unité urbaine d'Avignon, une agglomération inter-régionale regroupant 59  communes, dont elle est une commune de la banlieue,,. Par ailleurs la commune fait partie de l'aire d'attraction de Cavaillon, dont elle est une commune de la couronne,. Cette aire, qui regroupe 6 communes, est catégorisée dans les aires de moins de 50 000 habitants,.

### Occupation des sols
L'occupation des sols de la commune, telle qu'elle ressort de la base de données européenne d’occupation biophysique des sols Corine Land Cover (CLC), est marquée par l'importance des forêts et milieux semi-naturels (42,5 % en 2018), une proportion identique à celle de 1990 (42,5 %). La répartition détaillée en 2018 est la suivante : 
cultures permanentes (32,6 %), forêts (26,9 %), zones urbanisées (15,8 %), milieux à végétation arbustive et/ou herbacée (15,7 %), zones agricoles hétérogènes (9,1 %). L'évolution de l’occupation des sols de la commune et de ses infrastructures peut être observée sur les différentes représentations cartographiques du territoire : la carte de Cassini (XVIIIe siècle), la carte d'état-major (1820-1866) et les cartes ou photos aériennes de l'IGN pour la période actuelle (1950 à aujourd'hui).

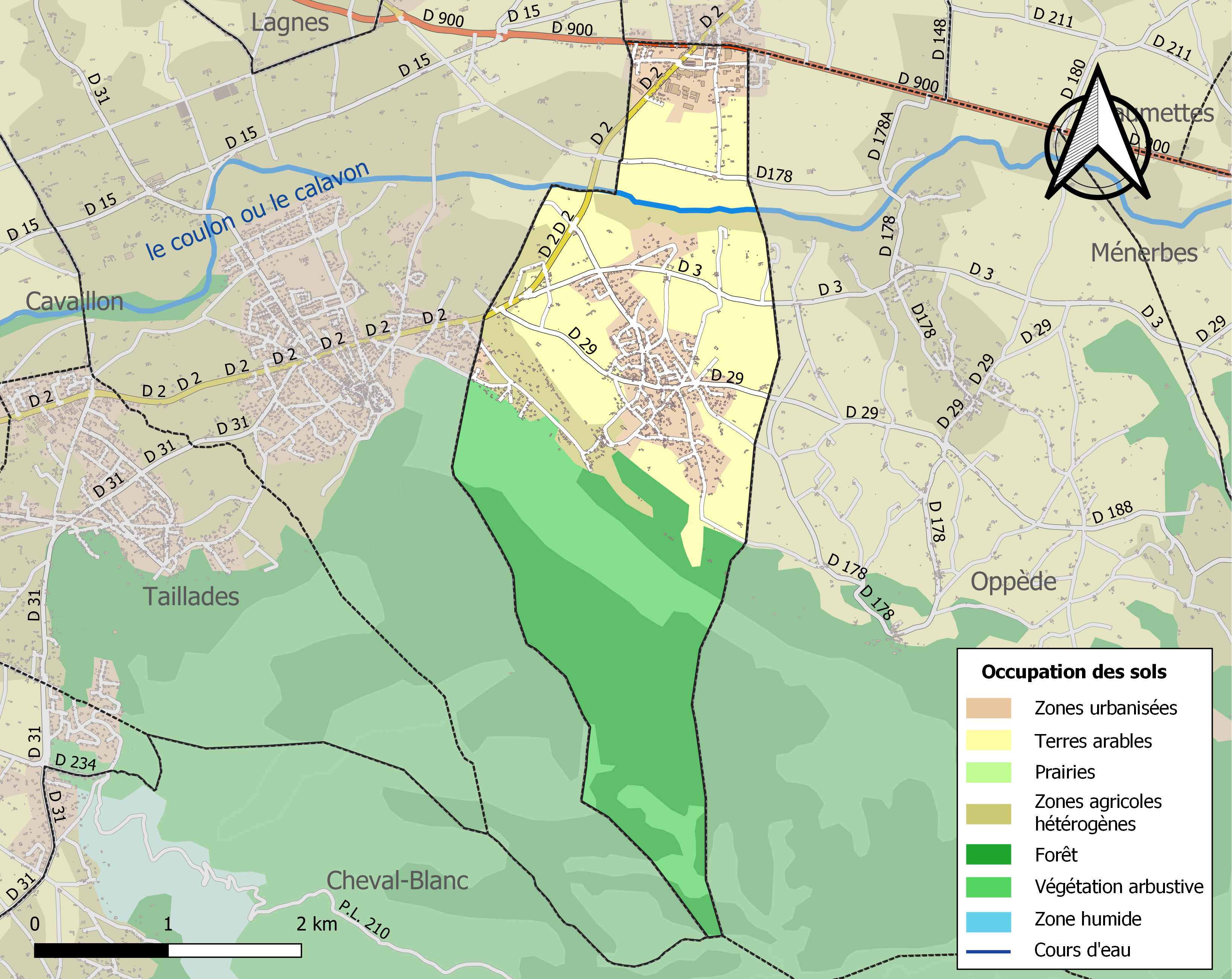
Carte des infrastructures et de l'occupation des sols de la commune en 2018 (CLC).

## Démographie
L'évolution du nombre d'habitants est connue à travers les recensements de la population effectués dans la commune depuis 1793. Pour les communes de moins de 10 000 habitants, une enquête de recensement portant sur toute la population est réalisée tous les cinq ans, les populations de référence des années intermédiaires étant quant à elles estimées par interpolation ou extrapolation. Pour la commune, le premier recensement exhaustif entrant dans le cadre du nouveau dispositif a été réalisé en 2007.

En 2022, la commune comptait 1 915 habitants, en évolution de +0,05 % par rapport à 2016 (Vaucluse : +1,73 %, France hors Mayotte : +2,11 %).
| 1793 | 1800 | 1806 | 1821 | 1831 | 1836 | 1841 | 1846 | 1851 |
| ---- | ---- | ---- | ---- | ---- | ---- | ---- | ---- | ---- |
| 512  | 543  | 571  | 577  | 583  | 607  | 612  | 626  | 621  |

| 1856 | 1861 | 1866 | 1872 | 1876 | 1881 | 1886 | 1891 | 1896 |
| ---- | ---- | ---- | ---- | ---- | ---- | ---- | ---- | ---- |
| 593  | 623  | 611  | 573  | 542  | 535  | 500  | 490  | 462  |

| 1901 | 1906 | 1911 | 1921 | 1926 | 1931 | 1936 | 1946 | 1954 |
| ---- | ---- | ---- | ---- | ---- | ---- | ---- | ---- | ---- |
| 423  | 417  | 404  | 382  | 428  | 479  | 469  | 468  | 525  |

| 1962 | 1968 | 1975 | 1982 | 1990  | 1999  | 2006  | 2007  | 2012  |
| ---- | ---- | ---- | ---- | ----- | ----- | ----- | ----- | ----- |
| 570  | 568  | 697  | 973  | 1 199 | 1 581 | 1 763 | 1 791 | 1 867 |

| 2017  | 2022  | - | - | - | - | - | - | - |
| ----- | ----- | - | - | - | - | - | - | - |
| 1 930 | 1 915 | - | - | - | - | - | - | - |

## Économie
La commune bénéficie de tous commerces sur site avec, entre autres, une importante zone commerciale en extension sur Coustellet.
Toujours sur la commune, deux coopératives vinicoles et deux coopératives agricoles. Les bâtiments importants de la distillerie de Coustellet peuvent se voir des kilomètres à la ronde.

### Industrie
Parc d’activité de la ZAC du Tourail (26 lots).
Carrière de graviers et sables en bordure de Calavon.

### Tourisme
Comme la plupart des communes du Vaucluse, mais surtout du secteur du parc du Luberon, une partie des revenus de la commune est obtenue grâce au tourisme. Plusieurs gîtes, meublés de tourisme, chambres d'hôtes et camping municipal (2 étoiles, 75 emplacements).

### Agriculture
Sur la commune sont principalement cultivés les fruitiers (cerisiers) et les asperges. Elle produit des vins AOC côtes-du-luberon. Les vins qui ne sont pas en appellation d'origine contrôlée peuvent revendiquer, après agrément, le label vin de pays d'Aigues.

## Équipements ou Services
Salle des Fêtes.

### Enseignement
La commune possède une école primaire publique, puis les élèves vont au collège Vallée-du-Calavon, puis vers les lycée Ismael-Dauphin (enseignement général) et lycée Alexandre-Dumas (enseignements techniques) tous deux à Cavaillon.

### Sports
L'équipement sportif le plus visible est le terrain de football et de rugby situé au pied du vieux village.
Terrain de pétanque.
Plusieurs associations sportives dont un club de rugby à XV.

### Santé
La commune dispose de plusieurs médecins spécialistes ou généralistes, ainsi que, sur le secteur de Coustellet, de deux cabinets d'analyse médicale.

## Vie locale

### Cultes
Catholique (église et cimetière).

### Environnement
Déchèterie sur Coustellet et conteneurs pour le tri sélectif.

## Lieux et monuments

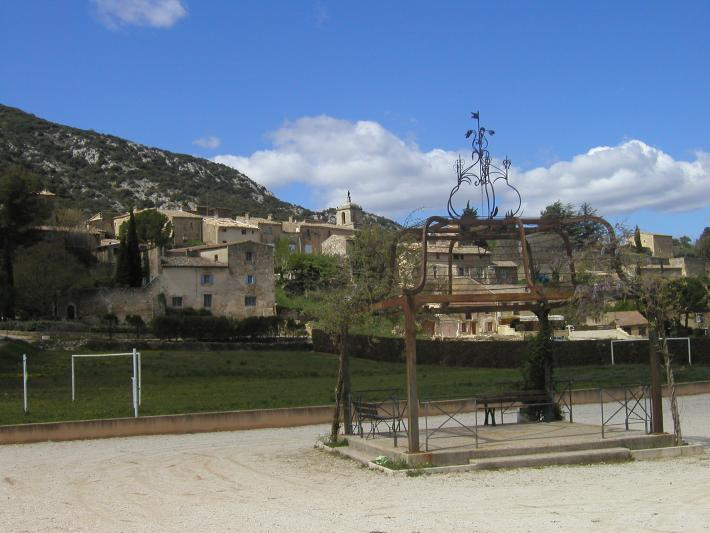
Le campanile devant le vieux village.

Au sommet du bourg, maisons restaurées du vieux village avec niches, passages sous voûtes, ruelles calladées, etc.
- Château restauré.
- Église paroissiale Saint-Maurice datant de 1753, construction d'aspect baroque : contreforts, clocher latéral surmonté d'une cloche, abside à trois pans, trois chapelles, porte à archivolte surmontée d'un oculus[27].
- Beffroi de l'Horloge du XVIIIe, surmonté d'une statue de la Vierge.
- Pont sur le Calavon, reconstruit en 1886.
- Croix de mission sur l'esplanade.
- Oratoire près de la ferme Saint-Baudile.
- Ancien relais de diligences (privé, séparé en deux) et chapelle (privée) en bordure de la RN 100 à Coustellet.
- Plusieurs puits et norias.